# Alte Hütte (Harzgerode)
Die Alte Hütte war eine montanwirtschaftliche Einrichtung zwischen Alexisbad und Mägdesprung im Harz. Sie befand sich unweit der Selke. Der Betrieb dieses Hüttenwerkes wurde zugunsten der mindestens seit 1563 betriebenen Neuen Hütte eingestellt. Bereits 1608 war „aber nicht mehr zu sehen als das alte Mauerwergk, sambt dem vorfallenen Graben“. Vermutlich ist diese Alte Hütte mit dem Hüttenwerk identisch, auf dem 1539 größere Mengen von Silber geschmolzen wurden.